# Грюндерцайт
Грюндерцайт (буквално от немски „Епоха на основаване“) е икономическият период от 19 век в Германия и Австрия преди краха на борсата от 1873 г.. Това е времето на индустриализацията в Централна Европа, чието начало е през 40-те години на века. Не могат да бъдат дадени точни граници на Грюндерцайта, но Мартенската революция от 1848 година е приемана за начало на икономическите промени и политическите реформи. В Германия, като последица от натрупването на капитали вследствие от победата във Френско-пруската война и последващото обединение на Германия настъпва икономически растеж, който трае през следващите години и е описван като „години на основаване“. В тези години в Централна Европа гражданите започват все повече да участват в културното развитие. Това е и епохата на класическия либерализъм. Индустриализацията поставя нови естетически предизивкателства най-вече пред архитектите и занаятчиите чрез развитието на съществуващите форми.
Грюндерцайтът често се бърка с Историцизма, който доминира след 1900 г. В исторически контекст следващите десетилетия често също се наричат Грюндерцайт. Поради тази причина периода Грюндерцайт е поставян в различни времеви граници, като например: 1850 – 1873, 1871 – 1890, понякога 1850 – 1914 или дори 1871 – 1873.

## Икономика
Немският термин Грюндерцайт се отнася за икономическия растеж от средата на 19 век, където основателите на бизнес са могли да забогатеят за една нощ. Изключително важно за бързото икономическо развитие е развиването на железопътната мрежа. То е не само главен фактор за бизнеса, но и позволява подобряване на комуникацията и миграцията. Населението започва да се придвижва към големите градове, с което се развива пролетариатът, което увеличава социалните проблеми.
Крахът на борсата от 1873 г., съчетан с икономическо прегряване поради огромните френски репарации от войната слагат рязък край на икономическия растеж, който е последван от 20-годишен период на стагнация. Тази криза води до това, че теорията на икономическия леберализъм губи почва и се въвеждат контролни механизми в бизнеса, както и протекционни митнически тарифи.
Крахът на Виенската стоково борса води до краха на борсата от 1873 г. в САЩ, който е една от причините за Дългата депресия.

## Дизайн и архитектура
Нуждата от жилища е последица от индустриализацията. Жилищното стройтелство заместило зелените поля и днес в големите градове в Централна Европа могат да се видят много сгради от този период, заели цяла улица или цели квартали. Сградите са между 4- и 6-етажни, често с богата декорация във формата на Историцизма, като например Неоготика, Неоренесанс, Немски ренесанс или Необарок. Така се създават не само невероятни палати за новобогаташите, но и гетата на градската ниска класа.
Тази фаза е важна заради въвеждането на нови технологии в архитектурата и дизайна. Определящ фактор е развитието на нови процеси в производство на стомана (Бесемеров процес), които правят възможно производството на метални фасади. Класически пример за тази нова форма е конструкцията на Кристалния дворец, която се състои от стомана и стъкло.

## Грюндерцайт в Австрия
В Австрия Грюндерцайтът започва след 1840 с индустриализацията на Виена, както и на Бохемия и Моравия. Либерализмът достига своя връх в Австрия през 1867 по време на Австро-Унгарската монархия и остава доминиращ до средата на 1870-те.
Виена, столица и резиденция на император Франц Йосиф, след неуспешния бунт от 1850 г., става четвъртият най-голям град в света с включването на покрайнините и притока на нови жители. На мястото на старата градска стена е построен пръстеновиден път, а стройтелството процъфтява. За разлика от селскотопанските и градските работници, все по-богатата горна средна класа си построява паметници и имения.

## Грюндерцайт в Германия
В немското съзнание епохата е неразривно свързана с кайзер Вилхелм I и канцлер Ото фон Бисмарк, но тя не приключва с тяхното управление (1888/1890), а продължава и по времето на Вилхелм II. Това е Златен век за Германия, през който са излекувани раните от Тридесетгодишната война и Наполеоновите войни. Немските учени развиват нови технологии по-бързо от всички останали, немските индустриалци развиват нови методи и продукти, с които никоя друга нация не може да се сравнява, а немските търговци превземат пазарите по цял свят. През този период немската средна класа бързо повишава стандарта си на живот като си купува модерни мебели, кухненски принадлежности и машини за домакинството от стандарт, който няма да бъде засенчен с поколения.
Социалните ефекти от индустриализацията са същите като в другите страни: повишава се селскостопанската ефективност и се въвеждат нови земеделски машини, което води до поларизация при разпределянето на приходите в селските райони. Земевладелците печелят във вреда на аграрния пролетариат. При тези условия емиграцията, най-вече към Америка и урбанизацията се оказват неизбежни.
В бързо разрастващите се индустриални градове се създават нови работнически жилища, които лекарите от това време определят като нездравословни: „без светлина, въздух и слънце“, напълно противоположни с преобладаващите тогава идеи за планиране на града. Тези постройки са част от причините довели до увеличаване на болните от туберкулоза, която започнала да се разпространява и в по-богатите квартали.
Въпреки това работническата класа също усетила подобренията в жизнения си стандарт, като например общественото осигуряване, здравното осигуряване и застраховките за трудова злополука, въведени чрез промени в трудовото законодателство при управлението на Бисмарк (1883/84), а в по-дългосрочен план и създаването на Социалдемокрацията, която става основен модел в Европейската партийна система до завземането на властта от Хитлер през 1933 г. Дори и днес създаденият от Бисмарк модел за социална сигурност е в основата на немското обществено и здравно осигуряване.